# Explosion de l'Edgewood Arsenal
 (décembre 2021).
L'explosion de l'Edgewood Arsenal est une explosion survenue le 25 mai 1945 dans le centre de recherche de l'armée américaine Edgewood Arsenal, dans le Maryland ; elle a tué douze travailleurs des munitions et blessé plus de cinquante autres.

## Contexte
Le bâtiment 509 à Edgewood Arsenal dans le comté de Harford, dans le Maryland, était une installation de production pour l'assemblage d'ensembles d'allumage au phosphore pour les bombes incendiaires, employant un personnel féminin d'environ 135 assembleurs.

## Victimes
Neuf travailleurs, dont huit afro-américains, ont été tués dans l'explosion initiale, et trois autres sont morts des suites de leurs blessures,.